# Jonesboro (Indiana)
Jonesboro é uma cidade localizada no estado americano de Indiana, no Condado de Grant.

## Demografia
Segundo o censo americano de 2000, a sua população era de 1887 habitantes.
Em 2006, foi estimada uma população de 1735, um decréscimo de 152 (-8.1%).

## Geografia
De acordo com o United States Census Bureau tem uma área de
2,2 km², dos quais 2,2 km² cobertos por terra e 0,0 km² cobertos por água.

## Localidades na vizinhança
O diagrama seguinte representa as localidades num raio de 12 km ao redor de Jonesboro.